# Golden Days (Brian May & Kerry Ellis)
Golden Days is het tweede album van het duo bestaande uit Queen-gitarist Brian May en actrice/zangeres Kerry Ellis. Het album werd uitgebracht op 7 april 2017 via Sony Music. Het eerste album van het duo, Acoustic by Candlelight uit 2013, was een livealbum, alhoewel May het tweede solo-album van Ellis, Anthems uit 2010, heeft geproduceerd.

## Geschiedenis
De werktitel van het album was Anthems II, aangezien het de eerste studiosamenwerking was van May en Ellis sinds Anthems uit 2010. De release stond gepland voor maart 2017, maar werd later verschoven naar 7 april van dat jaar, waarbij tevens bekend werd gemaakt dat het album Golden Days zou gaan heten. In een persbericht zei May over het album: "Dit album is een echte samenwerking tussen Kerry en ik. Vijf jaar geleden was Anthems het resultaat van de productie van een opwindende nieuwe artiest door mij - Kerry Ellis. Op dit nieuwe album staan allebei onze namen vermeld, en het slaat nieuwe wegen in. We produceerden het album zelf als een team. Ik ben er zeker van dat het het beste is dat wij ooit hebben gedaan en een waardig testament van dertien jaar geloven. Ook is het toevallig de mooiste stem in Groot-Brittannië!"
Het album bevat een aantal originele nummers, drie geschreven door Ellis en May, twee geschreven door May alleen en een geschreven door The Wailin' Jennys-lid Ruth Moody. Een aantal nummers werden al enige tijd voorafgaand aan het album uitgebracht. Het titelnummer "Golden Days" werd geschreven door May en werd in 1986 uitgebracht door de Japanse zangeres Minako Honda. "Born Free" werd in 2012 uitgebracht door May en Ellis, waarbij de opbrengsten naar de Born Free Foundation gingen. In 2013 verscheen "The Kissing Me Song" als single, alhoewel in een andere versie dan op het album Golden Days; de single was een hybride-versie tussen een live- en een studio-opname, terwijl de albumversie geheel in de studio is opgenomen. "One Voice" werd in 2015 uitgebracht als single. "Roll with You" en "Amazing Grace" werden in 2016 uitgebracht, waarbij de laatste aandacht vroeg voor de situatie van de egel in Engeland. Aan het eind van 2016 verscheen "Parisienne Walkways" op een compilatie-album van gitaarnummers, samengesteld door May. Drie dagen voor de release van het album voorzien werd "Roll with You" van een videoclip en werd de eerste officiële single van Golden Days. Op 14 juni 2017 werd "It's Gonna Be All Right (The Panic Attack Song)" uitgebracht als de tweede single van het album.

## Tracklist
| Nr. | Titel                                                                            | Schrijver(s)                                     | Duur |
| --- | -------------------------------------------------------------------------------- | ------------------------------------------------ | ---- |
| 1.  | Love in a Rainbow (Origineel nummer)                                             | Kerry Ellis, Brian May                           | 4:30 |
| 2.  | Roll with You (Origineel nummer, eerder uitgebracht in 2016)                     | Ellis, May                                       | 3:54 |
| 3.  | Golden Days (Uitgebracht door Minako Honda in 1986)                              | May                                              | 4:21 |
| 4.  | It's Gonna Be All Right (The Panic Attack Song) (Origineel nummer)               | May                                              | 3:45 |
| 5.  | Amazing Grace (Hymne uit 1772, eerder uitgebracht in 2016)                       | John Newton                                      | 2:48 |
| 6.  | One Voice (Origineel nummer, eerder uitgebracht in 2015)                         | Ruth Moody                                       | 3:21 |
| 7.  | If I Loved You (Uit de musical Carousel uit 1945)                                | Richard Rodgers, Oscar Hammerstein II            | 3:33 |
| 8.  | Born Free (Uit de film Born Free uit 1966, eerder uitgebracht in 2012)           | John Barry, Don Black                            | 3:11 |
| 9.  | Parisienne Walkways (Cover van Gary Moore uit 1978, eerder uitgebracht in 2016)  | Phil Lynott, Gary Moore                          | 3:43 |
| 10. | I Who Have Nothing (Cover van Joe Sentieri uit 1961, voorzien van Engelse tekst) | Carlo Donida, Mogol, Jerry Leiber & Mike Stoller | 4:07 |
| 11. | The Kissing Me Song (Origineel nummer, eerder uitgebracht in 2013)               | Ellis, May                                       | 3:43 |
| 12. | Story of a Heart (Cover van Benny Andersson Band uit 2009)                       | Benny Andersson, Björn Ulvaeus                   | 4:22 |
| 13. | Can't Help Falling in Love (Cover van Elvis Presley uit 1961)                    | Hugo Peretti, Luigi Creatore, George David Weiss | 3:13 |

## Personeel
- Brian May: zang, gitaar, basgitaar (track 1, 6, 8, 11), keyboards, sitar, gayageum, arrangementen, productie
- Kerry Ellis: zang, productie
- John Miceli: drums (track 1-7, 9-10, 12-13), extra technicus
- Rufus Tiger Taylor: drums (track 8, 11)
- Neil Fairclough: basgitaar (track 1-4, 9-10, 12)
- Jeff Leach: keyboards (track 2, 5, 9, 11-12)
- Steve Sidwell: arrangement (track 8)
- Czech National Symphony Orchestra: orkest (track 8)
- Irene Fornaciari: zang (track 10)
- Justin Shirley-Smith, Kris Fredriksson: co-productie, technici
- Joshua J. Macrae, Stanislav Baroch: extra technici